# Szymbory-Jakubowięta
Szymbory-Jakubowięta (pronunciación en polaco: /ʂɨmˈbɔrɨ jakubɔˈvjɛnta/) es un pueblo ubicado en el distrito administrativo de Gmina Szepietowo, dentro del Condado de Wysokie Mazowieckie, Voivodato de Podlaquia, en el norte de Polonia oriental. Se encuentra aproximadamente a 7 kilómetros al noreste de Szepietowo, a 7 kilómetros al este de Wysokie Mazowieckie, y a 44 kilómetros al suroeste de la capital regional Białystok.